# Louise Damen
Louise Damen (* 12. Oktober 1982) ist eine britische Langstreckenläuferin.
Bei den Crosslauf-Weltmeisterschaften belegte sie auf der Langstrecke 2003 in Avenches Platz 28. 2004 in Brüssel trug sie mit einem 22. Platz auf der Langstrecke zum Gewinn der Bronzemedaille durch das britische Team bei.
2007 siegte Damen beim Reading-Halbmarathon und Dritte beim Bristol-Halbmarathon. Bei den Straßenlauf-Weltmeisterschaften in Udine musste sie verletzt aufgeben, und bei den Crosslauf-Europameisterschaften in Toro kam sie auf den 34. Platz.
Im Jahr darauf wurde sie Vierte beim Halbmarathon von Reims à toutes jambes. Bei den Crosslauf-Europameisterschaften in Brüssel wurde Damen Neunte und gewann mit der britischen Mannschaft Silber.
2010 kam sie bei den Crosslauf-Europameisterschaften in Albufeira in der Einzelwertung auf Rang 17 und in der Teamwertung erneut auf den Silberrang.
2011 wurde Damen Englische Meisterin im Crosslauf. Später im Jahr belegte sie beim Bath-Halbmarathon den dritten Platz und lief beim London-Marathon auf dem 20. Platz ein.
Im Jahr darauf kam sie beim London-Marathon 2012 auf den 16. Platz. Bei den Crosslauf-Europameisterschaften in Szentendre wurde sie Elfte und gewann in der Mannschaftswertung Bronze.
Bei den Crosslauf-Weltmeisterschaften 2013 in Bydgoszcz belegte sie den 37. Platz.
2014 wurde sie Neunte beim Osaka Women’s Marathon und für England startend Siebte beim Marathon der Commonwealth Games in Glasgow.

## Persönliche Bestzeiten
- 10.000 m: 33:28,61 min, 12. April 2003, Athen
- 10-km-Straßenlauf: 32:47, 15. Dezember 2013, Telford
- Halbmarathon: 1:10:47 h, 25. März 2007, Reading
- Marathon: 2:30:00 h, 17. April 2011, London